# سايمون بيكر
سايمون بيكر (بالإنجليزية: Simon Baker)‏ ممثل ومخرج أسترالي ولد في 30 يوليو 1969. فاز بجائزة لوجي الأسترالية أشهر موهبة جديدة، انتخب بيكر في عام 2002 من قبل مجلة بيبول كواحد من «أجمل 50 شخص»,
حصل على لقب الممثل الأكثر جاذبية على التلفزيون من قبل مجلة TV Guide عام 2009 بفضل دوره في مسلسل The Mentalist.

## النشأة
ولد سايمون بيكر في 30 يوليو 1969 في ونسيستون، تسمانيا. ابن اليزابيث لابرتون مدرسة للغة الإنجليزية في مدرسة ثانوية وباري بيكر الذي كان يعمل كميكانيكي. قد نشأ كروماني كاثوليكي. تطلق والديه عندما كان لا يزال صغيراً. تزوجت امه من توم ديني. لدى سايمن أخت تعمل الآن كطبيبة في أستراليا وثلاتة اخوة غير اشقاء اصغر منه. انتقلوا إلى مدينة بالينا في منطقة نيو ساوث ويلز على أمل الحصول على وظائف ذات دخل اعلى. في 1986 تخرج من مدرسة بالينا الثانوية تحت اسم سايمن بيكر-ديني.

## مسيرته المهنية
بدأ بيكر يعمل على التلفزيون الأسترالي خلال أواخر عام 1980 تحت اسم «سايمن ديني». أول ظهور له كان في أغنية مصورة لـ Melissa Tkautz بعنوان اقرأ شفاهي (Read My Lips) عام 1991 قبل أن يظهر في مسلسلات ناجحة مثل E Street, Home and Away و Heartbreak High. تحت اسم «سايمن بيكر ديني» شارك بطولة في الحلقة الافتتاحية من مسلسل السيتكوم Which Way to the War ولكن لم يتم تطويرها إلى مسلسل.

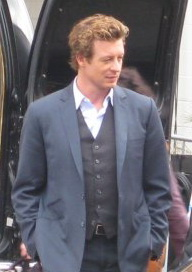
بيكر في موقع تصوير ذا منتاليست

وفي عام 1995، مثل في حلقة في مسلسل Naked. حيث كان يلعب دور لاعب ركبي متعلق بأمه حتى التقى بفتاة تحدت طبيعته. حيث دعا الدور بأنه «يتطلب جهداً بدنياً» لأن جميع المثلين الثانويين كانوا لاعبو ركبي فعليين. حيث قال في ذلك الوقت بان هذا الدور فرصة هامة فضلاً عن قوله بأنها «أفضل وظيفة حصلت عليها في حياتي». قال أيضاً بأنه سيكون من الصعب بعد هذا الدور ان يريد العمل على دور آخر قد يعرض عليه.
انتقل إلى الولايات المتحدة، حيث كان حصل على دور صغير في L.A. Confidential، الأمر الذي أدى إلى مزيد من الفرص في الحصول على ادوار مساعدة في الأفلام. في عام 1998 قام ببطولة فيلم صغير ومستقل للمخرج ستيفن جرينبرج بعنوان "Love from Ground Zero"، وفي عام 1999 ظهر في فيلم للمخرج أنج لي بعنوان Ride with the Devil. وفي عام 2000، لعب دور مايكل سكوت في فيلم Sunset Strip للمخرج آدم كوليز. ولعب أيضا رائد فضاء في فيلم Red Planet مع فال كيلمر، كاري آن موس وبنجامين برات. لعب دور الرئيسي في المسلسل التلفزيوني The Guardian لمدة ثلاثة مواسم ابتداء من 2001 وظهر أيضا في The Affair of the Necklace. ولعب الزوج المنكوب في Book of Love. في 2005 قام بدور البطولة في Land of the Dead للمخرج جورج روميرو.
في عام 2006، لعب دور برايان كيلي في Something New، والكاتب كريستيان تومبسون في The Devil Wears Prada، وكان له دور رئيسي كـ جيف في المسلسل قصير الأجل Smith. في عام 2007, شارك في Sex and Death 101. في عام 2008، حصل بيكر على الدور الرئيسي كـ باتريك جين، وهو مستشار لمكتب كاليفورنيا للتحقيقات (CBI) في مسلسل The Mentalist. وفي عام 2009، تم ترشيح بيكر لجائزة الإيمي عن دوره في The Mentalist. في أواخر عام 2009، رشح بيكر لجائزة غولدن غلوب للمرة الثانية وجائزة جوائز نقابة ممثلي الشاشة الأولى لعمله في فيلم The Killer Inside Me، بالمشاركة مع كايسي أفليك، كيت هدسون، جيسيكا ألبا. في يونيو، 2012 كان مدعواً للانضمام إلى أكاديمية فنون وعلوم الصور المتحركة مع 175 شخص آخر.

## الحياة الشخصية
في عام 1998، تزوج بيكر الممثلة الأسترالية ريبيكا ريغ بعد خمس سنوات من العيش معاً وأنجب منها ثلاثة أطفال: ستيلا بريز (مواليد 1993)، كلود بلو (مواليد 1999)، وهاري فرادي (مواليد 2001). مواطنته الأسترالية نيكول كيدمان هي عرابة ابنه هاري بينما الممثلة نعومي واتس عرابة كلود. كان بيكر وأسرته يقيمون في ماليبو، كاليفورنيا، قبل ان يعود إلى سيدني، ثم عاد إلى لوس انجلوس لكي يتمكن من تصوير مسلسل smith، وفي وقت لاحق the mentalist. يملك بيكر عقارات في أستراليا، بالقرب من خليج بايرون.
في يناير 2009، قال بيكر لمجلة پريد انه وزوجته كانوا يرغبون في أن يصبحوا مواطنين أمريكيين. أصبح بيكر مواطن أمريكي/أستراليا منذ عام 2010.

## تكريم
في 14 فبراير، 2013 تم تكريم بيكر بنجمة على ممر الشهرة في هوليوود لإسهاماته في صناعة الترفيه.

## أعماله

### أفلام
| السنة | العنوان                | الدور            | ملاحظات                 |
| ----- | ---------------------- | ---------------- | ----------------------- |
| 1997  | إل ايه سري للغاية      | مات رينولدز      | تحت اسم سايمن بيكر ديني |
| 1997  | Most Wanted            | ستيفن بارنز      | تحت اسم سايمن بيكر ديني |
| 1998  | Restaurant             | كيني             |                         |
| 1998  | Judas Kiss             | جونيور ارمسترونغ | تحت اسم سايمن بيكر ديني |
| 1998  | Love from Ground Zero  | ايريك            |                         |
| 1999  | Ride with the Devil    | جورج كلايد       |                         |
| 2000  | Sunset Strip           | مايكل سكوت       |                         |
| 2000  | Red Planet             | تسيب بتينغل      |                         |
| 2001  | Affair of the Necklace | ارماند غابرييل   |                         |
| 2004  | Book of Love           | ديفيد ووكر       |                         |
| 2005  | Ring Two               | ماكس رورك        |                         |
| 2005  | Land of the Dead       | رايلي            |                         |
| 2006  | Something New          | برايان كيلي      |                         |
| 2006  | The Devil Wears Prada  | كريستيان تومبسون |                         |
| 2007  | Sex and Death 101      | روردريك بلانك    |                         |
| 2007  | The Key to Reserva     | روجر ثورنبري     | فيلم قصير               |
| 2009  | The Lodger             | مالكوم سلايت     |                         |
| 2009  | Not Forgotten          | جاك بيشوب        |                         |
| 2009  | Women in Trouble       | ترافيس مكفرسون   |                         |
| 2010  | The Killer Inside Me   | هاورد هيندريكس   |                         |
| 2011  | Margin Call            | جاريد كوهين      |                         |
| 2013  | I Give It a Year       | غاي              |                         |

### تليفيزيون
| السنة     | العنوان               | الدور            | ملاحظات |
| --------- | --------------------- | ---------------- | --- |
| 1987      | Midnight Magic        |                  | فيلم تلفزيوني |
| 1989      | Tales from the Crypt  |                  | حلقة: "Only Sin Deep" |
| 1992–93   | E Street              | الشرطي سام فاريل | جائزة لوجي - أشهر موهبة جديدة |
| 1994      | Which Way to the War  | الجندي ستان هوك  | الحلقة الاولى |
| 1994      | Home and Away         | جيمس هيلي        | |
| 1995      | Naked                 |                  | |
| 1995–96   | Heartbreak High       | توماس سوندرز     | الموسم الثالث: الحلقات 80–89 |
| 1996      | Naked: Stories of Men | غابرييل          | حلقة: "Blind-Side Breakaway" |
| 1996      | Sweat                 | بول ستيدمان      | الموسم الأول: الحلقة الثالثة |
| 1999      | Secret Men's Business | أندي غريفيل      | فيلم تلفزيوني ترشح — جائزة معهد الفيلم الأسترالي لأفضل ممثل في دور رئيسي عن فيلم تفزيوني أو مسلسل صغير |
| 2001–2004 | The Guardian          | نيك فالين        | الدور الرئيسي جائزة التلفزيون العائلي لأفضل ممثل (2002) ترشح — جائزة غولدن غلوب لأفضل ممثل في مسلسل درامي (2002) ترشح — جائزة Prism لأفضل اداء في مسلسل درامي (2005) |
| 2006–2007 | Smith                 | جيف برين         | دور رئيسي |
| 2008–2015 | The Mentalist         | باتريك جين       | الدور الرئيسي ترشح — جائزة معهد الفيلم الأسترالي لأفضل ممثل (2010) ترشح — جائزة إيمي لأفضل ممثل في دور رئيسي - مسلسل درامي (2009) ترشح — جائزة غولدن غلوب لأفضل ممثل في مسلسل درامي (2009) ترشح — جائزة نقابة ممثلي الشاشة لأفضل ممثل في مسلسل درامي (2010) ترشح — جائزة PCA - مكافح الجريمة المُفضل (2010) |

## روابط خارجية
- سايمون بيكر على موقع IMDb (الإنجليزية)
- سايمون بيكر على موقع قاعدة بيانات الأفلام العربية
- سايمون بيكر على موقع ألو سيني (الفرنسية)
- سايمون بيكر على موقع أول موفي (الإنجليزية)
- سايمون بيكر على موقع قاعدة بيانات الأفلام السويدية (السويدية)
- سايمون بيكر على موقع إن إن دي بي (الإنجليزية)
- سايمون بيكر على موقع قاعدة بيانات الفيلم (الإنجليزية)
- سايمون بيكر على موقع كينوبويسك (الروسية)